# Novi Koșarî, Kovel
Novi Koșarî (în ucraineană Нові Кошари) este un sat în comuna Stari Koșarî din raionul Kovel, regiunea Volînia, Ucraina.

## Demografie
Componența lingvistică a localității Novi Koșarî
     Ucraineană (100%)
Conform recensământului din 2001, toată populația localității Novi Koșarî era vorbitoare de ucraineană (100%).